# Sublimity
Sublimity az Amerikai Egyesült Államok északnyugati részén, Oregon állam Marion megyéjében elhelyezkedő város, a salemi statisztikai körzet része. A 2020. évi népszámlálási adatok alapján 2967 lakosa van.
A Szent Bonifác-templom 1889-ben épült az egykori főiskola helyén.

## Népesség
A 2010-es népszámláláskor a városnak 2681 lakója, 1063 háztartása és 678 családja volt. A népsűrűség 1031,2 fő/km2. A lakóegységek száma 1142, sűrűségük 439,2 db/km2. A lakosok 95,8%-a fehér, 0,2%-a afroamerikai, 0,5%-a indián, 0,4%-a ázsiai,  1%-a egyéb, 2%-a pedig kettő vagy több etnikumú. A spanyol vagy latino származásúak aránya 3,1% (   )
A háztartások 27,5%-ában élt 18 évnél fiatalabb. 53,9% házas, 7,2% egyedülálló nő, 2,6% egyedülálló férfi, 36,2% pedig nem család. 33,2% egyedül élt; 24,4%-uk 65 éves vagy idősebb. Egy háztartásban átlagosan 2,33 személy élt; a családok átlagmérete 2,97 fő.
A medián életkor 47,6 év volt. A város lakóinak 21,6%-a 18 évesnél fiatalabb, 5,6% 18 és 24 év közötti, 18,8%-uk 25 és 44 év közötti, 24,9%-uk 45 és 64 év közötti, 29%-uk pedig 65 éves vagy idősebb. A lakosok 47,1%-a férfi, 52,9%-a pedig nő.

## Fordítás
- Ez a szócikk részben vagy egészben  a   Sublimity, Oregon című angol Wikipédia-szócikk ezen változatának fordításán alapul.  Az eredeti cikk szerkesztőit annak laptörténete sorolja fel. Ez a jelzés csupán a megfogalmazás eredetét és a szerzői jogokat jelzi, nem szolgál a cikkben szereplő információk forrásmegjelöléseként.